# Орлово (озеро)
Орлово (каз. Орлово) — озеро в Узункольском районе Костанайской области Казахстана. Находится в 8 км к северо-востоку от села Федоровка.
По данным топографической съёмки 1944 года, площадь поверхности озера составляет 1,19 км². Наибольшая длина озера — 1,5 км, наибольшая ширина — 1,3 км. Длина береговой линии составляет 4,4 км, развитие береговой линии — 1,14. Озеро расположено на высоте 155,4 м над уровнем моря.